# Wapen van Enkhuizen
Het wapen van Enkhuizen is een wapen dat al in gebruik is sinds het dorp Enkhuizen in 1356 stadsrechten verkreeg. Het eerste bekende zegel met drie haringen stamt uit 1361. Op dit zegel waren de haringen nog verticaal geplaatst. Vermoedelijk slaan de haringen op de ooit belangrijke haringvangst. Daarnaast toont het zegel twee zespuntige sterren. Dit zegel is tot 1478 in gebruik gebleven.
In 1583 wordt een zegel gebruikt waarop de haringen horizontaal op een schild zijn geplaatst. Het schild wordt vastgehouden door een vrouw die er naast staat. De haringen kijken alle naar rechts (voor de kijker links). In 1816 krijgt Enkhuizen opnieuw een ander wapen, ditmaal erkend door de Hoge Raad van Adel. De haringen kijken nu weer naar links (voor de kijker rechts). De haringen zijn op de zegels niet gekroond, wel zijn ze gekroond in onder andere de atlas van Blaeu, de kleuren zijn hier zilver en azuur. Het wapen komt ook terug in de broekingtop, ook wel een kanton genoemd, van de vlag van Enkhuizen en kwam ook in het wapen van het Dijkgraafschap Drechterland terug.

## Blazoenering
De beschrijving uit 1816 van de Hoge Raad van Adel luidt als volgt:
Een schild van lazuur (blauw), beladen met drie haringen (naar rechts gewend) van zilver geplaatst en fasce (liggend), gekroond van goud en verzeld (vergezeld) van drie sterren mede van goud, staande en pal (boven elkaar), het wapen vastgehouden door eene staande vrouw
Dit wapen is deels door artistieke vrijheid van tekenaars ontstaan. Tot dit wapen werd vastgelegd keken de haringen namelijk naar links, hadden geen kroontjes en waren er twee sterren tussen de drie haringen. De twee sterren hadden elk slechts zes punten, tegen acht punten na 1816. De vrouw is mogelijk de stedenmaagd van Enkhuizen.

## Vergelijkbare wapens

Het wapen van het Dijkgraafschap Drechterland
Het wapen van De Rijp, had één haring minder omdat het na Enkhuizen de belangrijkste haringstad was
Het wapen van Scheveningen, maar dit betreft een oud familiewapen dat als dorpswapen is aangenomen.